# Luiz Henrique de Souza Santos
Luiz Henrique de Souza Santos mit Kurznamen Luiz Henrique (* 23. September 1982 in Campo Grande) ist ein portugiesisch-brasilianischer Fußballspieler, der für Boluspor spielt.

## Karriere
Luiz Henrique begann mit dem Profifußball bei EC Santo André.
Nachdem er hier sieben Spielzeiten aktiv gewesen war, wechselte er 2008 ins Ausland zum türkischen Erstligisten MKE Ankaragücü. Hier spielte er eine Spielzeiten und löste im September 2009 seinen Vertrag auf.
Nachdem er fast eine Saison vereinslos war einigte er sich zur neuen Saison 2010/11 mit dem Erstligisten Kasımpaşa Istanbul. Zur Spielzeit 2012/13 wechselte er zum Zweitligisten Bucaspor. Im Frühjahr 2015 wechselte er innerhalb der TFF 1. Lig zu Boluspor.

## Erfolge
Santo André
- Copa do Brasil: 2004